# Goalball ai XVI Giochi paralimpici estivi - Torneo femminile
Il torneo femminile di goalball ai XVI Giochi paralimpici estivi si è svolto presso il Makuhari Messe dal 25 agosto al 3 settembre 2021, a Tokyo.

## Risultati

### Fase a gruppi
Le prime quattro squadre classificate in ogni girone accedono alla fase finale del torneo.

#### Gruppo C
| Squadra   | Pt | G | V | N | P | GF | GS | DR  |
| --------- | -- | - | - | - | - | -- | -- | --- |
| Cina      | 9  | 4 | 3 | 0 | 1 | 17 | 7  | +10 |
| Israele   | 6  | 4 | 2 | 0 | 2 | 22 | 14 | +8  |
| RPC       | 6  | 4 | 2 | 0 | 2 | 13 | 16 | -3  |
| Australia | 6  | 4 | 2 | 0 | 2 | 9  | 21 | -12 |
| Canada    | 3  | 4 | 1 | 0 | 3 | 12 | 15 | -3  |

| Tokyo 25 agosto 2021, ore 10:30 UTC+9 | RPC                           | 5 – 1 referto | Canada | Makuhari Messe\| Arbitri: \| Vaida Pokvytyte Yoshinori Nii \| |
| Arbitri:                              | Vaida Pokvytyte Yoshinori Nii |               |        |                                                               |

| Tokyo 25 agosto 2021, ore 19:00 UTC+9 | Israele                   | 11 – 1 referto | Australia | Makuhari Messe\| Arbitri: \| Raili Sipura Launel Scott \| |
| Arbitri:                              | Raili Sipura Launel Scott |                |           |                                                           |

| Tokyo 26 agosto 2021, ore 10:30 UTC+9 | Cina                             | 3 – 4 referto | RPC | Makuhari Messe\| Arbitri: \| Romualdas Vaitiekus Launel Scott \| |
| Arbitri:                              | Romualdas Vaitiekus Launel Scott |               |     |                                                                  |

| Tokyo 26 agosto 2021, ore 20:30 UTC+9 | Canada                         | 6 – 2 referto | Israele | Makuhari Messe\| Arbitri: \| Bas Spaans Romualdas Vaitiekus \| |
| Arbitri:                              | Bas Spaans Romualdas Vaitiekus |               |         |                                                                |

| Tokyo 27 agosto 2021, ore 14:45 UTC+9 | Australia                 | 0 – 6 referto | Cina | Makuhari Messe\| Arbitri: \| Launel Scott Raili Sipura \| |
| Arbitri:                              | Launel Scott Raili Sipura |               |      |                                                           |

| Tokyo 28 agosto 2021, ore 9:00 UTC+9 | Canada                    | 3 – 4 referto | Australia | Makuhari Messe\| Arbitri: \| Raili Sipura Reza Dehghan \| |
| Arbitri:                             | Raili Sipura Reza Dehghan |               |           |                                                           |

| Tokyo 28 agosto 2021, ore 17:30 UTC+9 | RPC                              | 3 – 8 referto | Israele | Makuhari Messe\| Arbitri: \| Robert Avery Romualdas Vaitiekus \| |
| Arbitri:                              | Robert Avery Romualdas Vaitiekus |               |         |                                                                  |

| Tokyo 29 agosto 2021, ore 14:45 UTC+9 | Israele                          | 1 – 4 referto | Cina | Makuhari Messe\| Arbitri: \| Raili Sipura Raquel Aguado Gómez \| |
| Arbitri:                              | Raili Sipura Raquel Aguado Gómez |               |      |                                                                  |

| Tokyo 29 agosto 2021, ore 19:00 UTC+9 | Australia                  | 4 – 1 referto | RPC | Makuhari Messe\| Arbitri: \| Bas Spaans Vaida Pokvytytė \| |
| Arbitri:                              | Bas Spaans Vaida Pokvytytė |               |     |                                                            |

| Tokyo 30 agosto 2021, ore 14:45 UTC+9 | Cina                         | 4 – 2 referto | Canada | Makuhari Messe\| Arbitri: \| Vaida Pokvytytė Raili Sipura \| |
| Arbitri:                              | Vaida Pokvytytė Raili Sipura |               |        |                                                              |

#### Gruppo D
| Squadra     | Pt | G | V | N | P | GF | GS | DR  |
| ----------- | -- | - | - | - | - | -- | -- | --- |
| Turchia     | 9  | 4 | 3 | 0 | 1 | 30 | 11 | +19 |
| Stati Uniti | 9  | 4 | 3 | 0 | 1 | 22 | 10 | +12 |
| Giappone    | 7  | 4 | 2 | 1 | 1 | 18 | 13 | +5  |
| Brasile     | 4  | 4 | 1 | 1 | 2 | 23 | 19 | +4  |
| Egitto      | 0  | 0 | 0 | 0 | 4 | 3  | 43 | -40 |

| Tokyo 25 agosto 2021, ore 14:45 UTC+9 | Turchia                           | 7 – 1 referto | Giappone | Makuhari Messe\| Arbitri: \| Svitlana Moroz Raque Aguado Gomez \| |
| Arbitri:                              | Svitlana Moroz Raque Aguado Gomez |               |          |                                                                   |

| Tokyo 25 agosto 2021, ore 20:30 UTC+9 | Brasile                       | 4 – 6 referto | Stati Uniti | Makuhari Messe\| Arbitri: \| Warrick Ackes Vaida Pokvytyte \| |
| Arbitri:                              | Warrick Ackes Vaida Pokvytyte |               |             |                                                               |

| Tokyo 26 agosto 2021, ore 14:45 UTC+9 | Egitto                          | 2 – 12 referto | Turchia | Makuhari Messe\| Arbitri: \| Raque Aguado Gomez Raili Sipura \| |
| Arbitri:                              | Raque Aguado Gomez Raili Sipura |                |         |                                                                 |

| Tokyo 27 agosto 2021, ore 10:30 UTC+9 | Giappone                          | 4 – 4 referto | Brasile | Makuhari Messe\| Arbitri: \| Raque Aguado Gomez Svitlana Moroz \| |
| Arbitri:                              | Raque Aguado Gomez Svitlana Moroz |               |         |                                                                   |

| Tokyo 27 agosto 2021, ore 19:00 UTC+9 | Stati Uniti                | 10 – 0 referto | Egitto | Makuhari Messe\| Arbitri: \| Vaida Pokvytytė Bas Spaans \| |
| Arbitri:                              | Vaida Pokvytytė Bas Spaans |                |        |                                                            |

| Tokyo 28 agosto 2021, ore 13:15 UTC+9 | Giappone                              | 3 – 2 referto | Stati Uniti | Makuhari Messe\| Arbitri: \| Woradet Kultawongwattana Launel Scott \| |
| Arbitri:                              | Woradet Kultawongwattana Launel Scott |               |             |                                                                       |

| Tokyo 28 agosto 2021, ore 20:30 UTC+9 | Turchia                     | 8 – 4 referto | Brasile | Makuhari Messe\| Arbitri: \| Svitlana Moroz Raili Sipura \| |
| Arbitri:                              | Svitlana Moroz Raili Sipura |               |         |                                                             |

| Tokyo 29 agosto 2021, ore 10:30 UTC+9 | Egitto                                  | 0 – 10 referto | Giappone | Makuhari Messe\| Arbitri: \| Woradet Kultawongwattana Svitlana Moroz \| |
| Arbitri:                              | Woradet Kultawongwattana Svitlana Moroz |                |          |                                                                         |

| Tokyo 30 agosto 2021, ore 10:30 UTC+9 | Brasile                               | 11 – 1 referto | Egitto | Makuhari Messe\| Arbitri: \| Launel Scott Woradet Kultawongwattana \| |
| Arbitri:                              | Launel Scott Woradet Kultawongwattana |                |        |                                                                       |

| Tokyo 30 agosto 2021, ore 19:00 UTC+9 | Stati Uniti                        | 4 – 3 referto | Turchia | Makuhari Messe\| Arbitri: \| Raquel Aguado Gómez Svitlana Moroz \| |
| Arbitri:                              | Raquel Aguado Gómez Svitlana Moroz |               |         |                                                                    |

### Fase a eliminazione diretta
|  | Quarti di finale | Quarti di finale |             |          | Semifinali                | Semifinali                |  |  | Finale medaglia d'oro | Finale medaglia d'oro |
|  |                  |                  |             |          |                           |                           |  |  |                       |                       |
|  |                  |                  |             |          |                           |                           |  |  |                       |                       |
|  |                  |                  |             |          |                           |                           |  |  |                       |                       |
|  | 1A. Cina         | 0                |             |          |                           |                           |  |  |                       |                       |
|  | 1A. Cina         | 0                |             |          |                           |                           |  |  |                       |                       |
|  | 4B. Brasile      | 1                |             |          |                           |                           |  |  |                       |                       |
|  | 4B. Brasile      | 1                | Brasile     | 4        |                           |                           |  |  |                       |                       |
|  |                  |                  | Brasile     | 4        |                           |                           |  |  |                       |                       |
|  |                  | Stati Uniti      | 5           |          |                           |                           |  |  |                       |                       |
|  | 2B. Stati Uniti  | Stati Uniti      | 5           | 5        |                           |                           |  |  |                       |                       |
|  | 2B. Stati Uniti  |                  |             | 5        |                           |                           |  |  |                       |                       |
|  | 3A. RPC          | 3                |             |          |                           |                           |  |  |                       |                       |
|  | 3A. RPC          | 3                | Stati Uniti | 2        |                           |                           |  |  |                       |                       |
|  |                  |                  | Stati Uniti | 2        |                           |                           |  |  |                       |                       |
|  |                  | Turchia          | 9           |          |                           |                           |  |  |                       |                       |
|  | 1B. Turchia      | Turchia          | 9           | 10       |                           |                           |  |  |                       |                       |
|  | 1B. Turchia      |                  |             | 10       |                           |                           |  |  |                       |                       |
|  | 4A. Australia    | 6                |             |          |                           |                           |  |  |                       |                       |
|  | 4A. Australia    | 6                | Turchia     | 8        | Finale medaglia di bronzo | Finale medaglia di bronzo |  |  |                       |                       |
|  |                  |                  | Turchia     | 8        | Finale medaglia di bronzo | Finale medaglia di bronzo |  |  |                       |                       |
|  |                  | Giappone         | 5           |          |                           |                           |  |  |                       |                       |
|  | 2A. Israele      | Giappone         | 5           | 1        | Brasile                   | 1                         |  |  |                       |                       |
|  | 2A. Israele      |                  |             | 1        | Brasile                   | 1                         |  |  |                       |                       |
|  | 3B. Giappone     | 4                |             | Giappone | 6                         |                           |  |  |                       |                       |
|  | 3B. Giappone     | 4                |             |          | 6                         |                           |  |  |                       |                       |
|  |                  |                  |             |          |                           |                           |  |  |                       |                       |
|  |                  |                  |             |          |                           |                           |  |  |                       |                       |

#### Quarti di finale
| Tokyo 1 settembre 2021, ore 17:45 UTC+9 | Cina                       | 0 – 1 (d.t.s.) referto | Brasile | Makuhari Messe\| Arbitri: \| Yoshinori Nii Reza Dehghan \| |
| Arbitri:                                | Yoshinori Nii Reza Dehghan |                        |         |                                                            |

| Tokyo 1 settembre 2021, ore 19:30 UTC+9 | Stati Uniti                      | 5 – 3 referto | RPC | Makuhari Messe\| Arbitri: \| Romualdas Vaitiekus Robert Avery \| |
| Arbitri:                                | Romualdas Vaitiekus Robert Avery |               |     |                                                                  |

| Tokyo 1 settembre 2021, ore 13:15 UTC+9 | Turchia                               | 10 – 6 referto | Australia | Makuhari Messe\| Arbitri: \| Launel Scott Woradet Kultawongwattana \| |
| Arbitri:                                | Launel Scott Woradet Kultawongwattana |                |           |                                                                       |

| Tokyo 1 settembre 2021, ore 15:00 UTC+9 | Israele                            | 1 – 4 referto | Giappone | Makuhari Messe\| Arbitri: \| Raquel Gomez Aguado Warrick Jackes \| |
| Arbitri:                                | Raquel Gomez Aguado Warrick Jackes |               |          |                                                                    |

#### Semifinali
| Arbitri: | Vaida Pokvytytė Robert Avery |

|  |                |  |
|  | Shootout 2 – 3 |  |

| Tokyo 2 settembre 2021, ore 15:00 UTC+9 | Turchia                          | 8 – 5 referto | Giappone | Makuhari Messe\| Arbitri: \| Raili Sipura Romualdas Vaitiekus \| |
| Arbitri:                                | Raili Sipura Romualdas Vaitiekus |               |          |                                                                  |

#### Finale medaglia di bronzo
| Tokyo 3 settembre 2021, ore 13:15 UTC+9 | Brasile                      | 1 – 6 referto | Giappone | Makuhari Messe\| Arbitri: \| Vaida Pokvytytė Raili Sipura \| |
| Arbitri:                                | Vaida Pokvytytė Raili Sipura |               |          |                                                              |

#### Finale medaglia d'oro
| Tokyo 3 settembre 2021, ore 17:45 UTC+9 | Stati Uniti                        | 2 – 9 referto | Turchia | Makuhari Messe\| Arbitri: \| Raquel Aguado Gomez Svitlana Moroz \| |
| Arbitri:                                | Raquel Aguado Gomez Svitlana Moroz |               |         |                                                                    |

## Classifica
| Posizione | Squadra     |
| --------- | ----------- |
| 1         | Turchia     |
| 2         | Stati Uniti |
| 3         | Giappone    |
| 4         | Brasile     |
| 5         | Cina        |
| 6         | Israele     |
| 7         | RPC         |
| 8         | Australia   |
| 9         | Canada      |
| 10        | Egitto      |